# Dicasterio para la Comunicación
El Dicasterio para la Comunicación es un dicasterio de la curia romana. Se ocupa de todo el sistema de comunicación de la Santa Sede y unifica todas sus realidades en materia de comunicación para responder a necesidades de la misión evangelizadora de la Iglesia.
Aglutina los diversos servicios relacionados con la comunicación de la Santa Sede la Oficina de Prensa de la Santa Sede, la Radio Vaticana, el Centro Televisivo Vaticano, L'Osservatore Romano, los servicios fotográficos, la Librería Editora Vaticana, la Tipografía Vaticana y la Oficina de Internet de la Ciudad del Vaticano.

## Historia
El actual Dicasterio para la Comunicación fue establecido inicialmente como Secretaría para la Comunicación por el papa Francisco en la carta apostólica en forma de motu proprio L'attuale contesto comunicativo publicada el 27 de junio el año 2015. A esta institución de la Curia romana se le encomendó la tarea de reestructurar en su conjunto, a través de un proceso de reorganización y consolidación, «toda la realidad de que, de diferentes maneras, hasta la fecha, se han ocupado de la comunicación», con el fin de «responder con mayor mejor a las necesidades de la misión de la Iglesia». 
El estatuto de la Secretaría para la Comunicación fue publicado ad experimentum el 6 de septiembre de 2016 y entró en vigor el 1 de octubre de ese año. En 2018, el organismo fue elevado al rango de dicasterio de la curia romana.

## Estructura
- Prefecto: Paolo Ruffini
- Secretario: Lucio Adrián Ruiz

El dicasterio se estructura en cinco direcciones cuyo director es nombrado por el papa durante cinco años:
- Dirección de Asuntos Generales
- Dirección de la Oficina de Prensa de la Santa Sede
- Dirección Editorial
- Dirección Tecnológica
- Dirección Teológica-Pastoral

### Dirección de Asuntos Generales
- Director general: Paolo Nusiner
- Vice director general: Giacomo Ghisani

### Dirección de la Oficina de Prensa de la Santa Sede
- Director: Matteo Bruni
- Vicedirectora: Cristiane Murray

### Dirección Editorial
Director: Andrea Tornielli

### Dirección Tecnológica
Director: Francesco Masci

### Dirección Teológica-Pastoral
Directora: Nataša Govekar